# Baarn (stacja kolejowa)
Baarn – stacja kolejowa w Baarn, w prowincji Utrecht, w Holandii. Stacja została otwarta w 1874.
| Baarn                    |  |                            |
| Linia                    |  |                            |
| Hilversumodległość: 8 km |  | Amersfoort odległość: 9 km |

| Baarn                             |
| Linia                             |
| Baarn Burrtstationodległość: 1 km |